# Avenue Jan Olieslagers
L'avenue Jan Olieslagers (en néerlandais: Jan Olieslagerslaan) est une avenue bruxelloise de la commune de Woluwe-Saint-Pierre qui va de l'avenue Grandchamp à la rue Konkel sur une longueur totale de 300 mètres.